# Download to Donate for Haiti
Download to Donate for Haiti (укр. Завантаж, щоб пожертвувати для Гаїті) — музична збірка, яку було записано некомерційною організацією Music For Relief в підтримку жертв землетрусу в Гаїті в 2010 році. Диск був виданий 19 січня 2010 року.
Music For Relief — благодійний фонд, який було засновано рок-гуртом Linkin Park у 2005 році. Фонд видав збірку спільно з ООН.

## Трекліст
| #   | Назва                                                        | Тривалість |
| --- | ------------------------------------------------------------ | ---------- |
| 1.  | «Linkin Park - Not Alone»                                    | 4:12       |
| 2.  | «Слеш, Бет Харт - Mother Maria»                              | 5:35       |
| 3.  | «Kenna - Never Let Me Down»                                  | 3:13       |
| 4.  | «Пітер Ґебріел - Heroes»                                     | 4:02       |
| 5.  | «Аланіс Моріссетт - Still»                                   | 5:33       |
| 6.  | «Lupe Fiasco - Resurrection»                                 | 4:07       |
| 7.  | «Hoobastank - We Are One"»                                   | 4:47       |
| 8.  | «The All-American Rejects - The Wind Blows (Skrillex Remix)» | 4:57       |
| 9.  | «Енріке Іглесіас - It Must Be Love»                          | 3:45       |
| 10. | «Dave Matthews Band - Typical Situation»                     | 12:58      |
| 11. | «Пітер Ґебріел - Make Tomorrow Today»                        | 4:02       |
| 12. | «The Crystal Method та Jason Lytle - Slipstream»             | 5:30       |
| 13. | «Metric - Gold Guns Girls»                                   | 5:12       |
| 14. | «Джек Джонсон - Times Like These»                            | 2:37       |
| 15. | «Weezer та Еллісон Оллпорт - Butterfly»                      | 2:52       |
| 16. | «Dinosaur Jr - Gargoyle»                                     | 6:11       |
| 17. | «Міккі Харт - Look Away»                                     | 5:58       |
| 18. | «Guster - Jonah»                                             | 3:23       |